# Бур (інструмент)

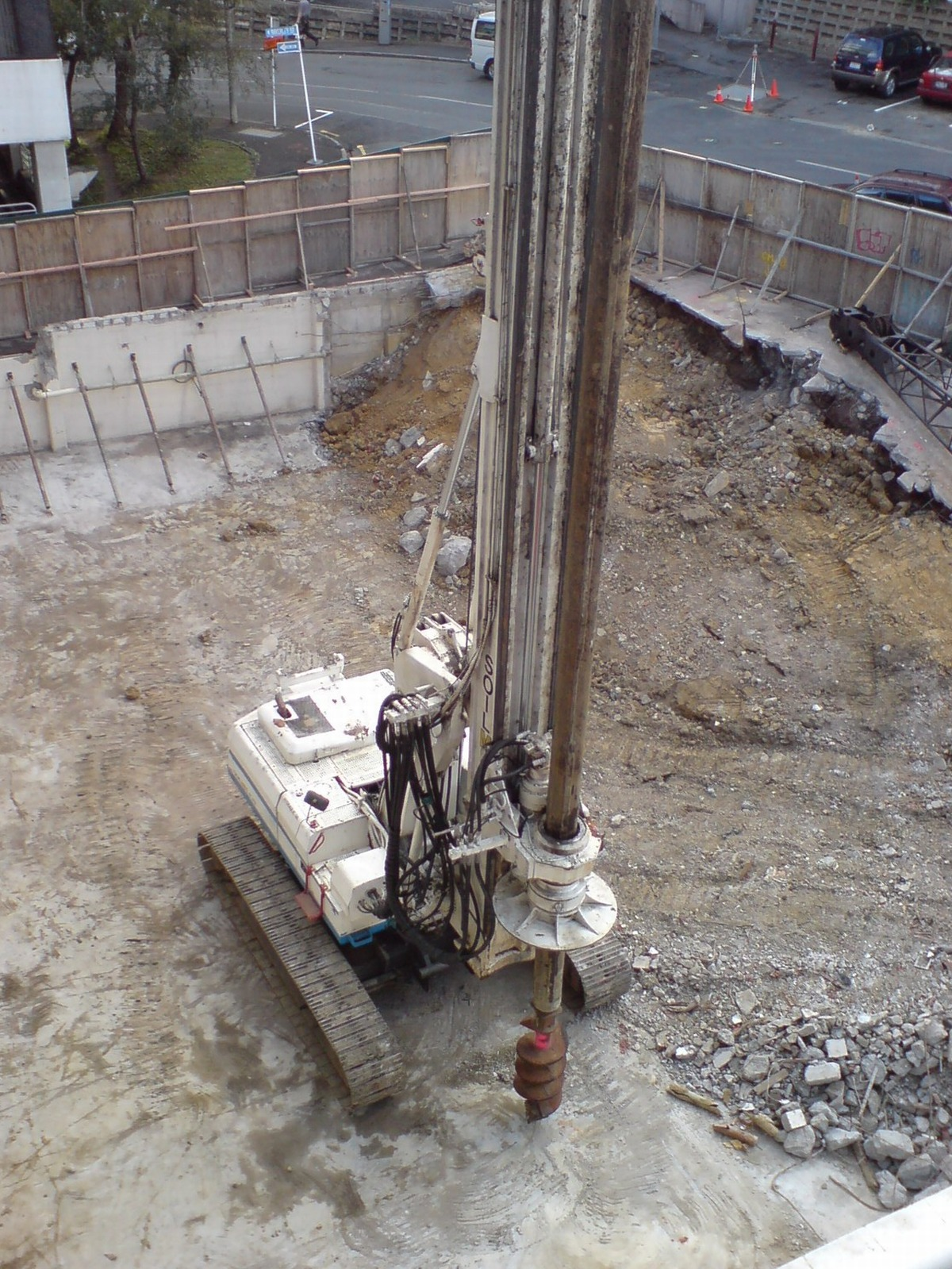
Бур

Бур (рос. бур, англ. drill, нім. Bohrer, Bohrkopf) — інструмент, яким пробурюють шпури та вибухові бурові свердловини. Бур має канал, по якому до вибою подають повітря та промивну рідину.
Конструктивно схожий на свердло. Має хвостовик, спіраль для відводу із зони свердління зруйнованого матеріалу (дуже рідко з цією метою використовується порожнину всередині бура в комплексі з системою вакуумного пиловидалення). Ріжуча частина бура виготовляється з твердого сплаву, може мати різну конфігурацію заточування і різну кількість різальних крайок. Для підвищення стійкості ріжучу кромку роблять не гострою, як у свердла, а трохи округляють. На відміну від свердла, бур має на хвостовику спеціальні елементи для кріплення в патроні перфоратора (виїмки або виступи).

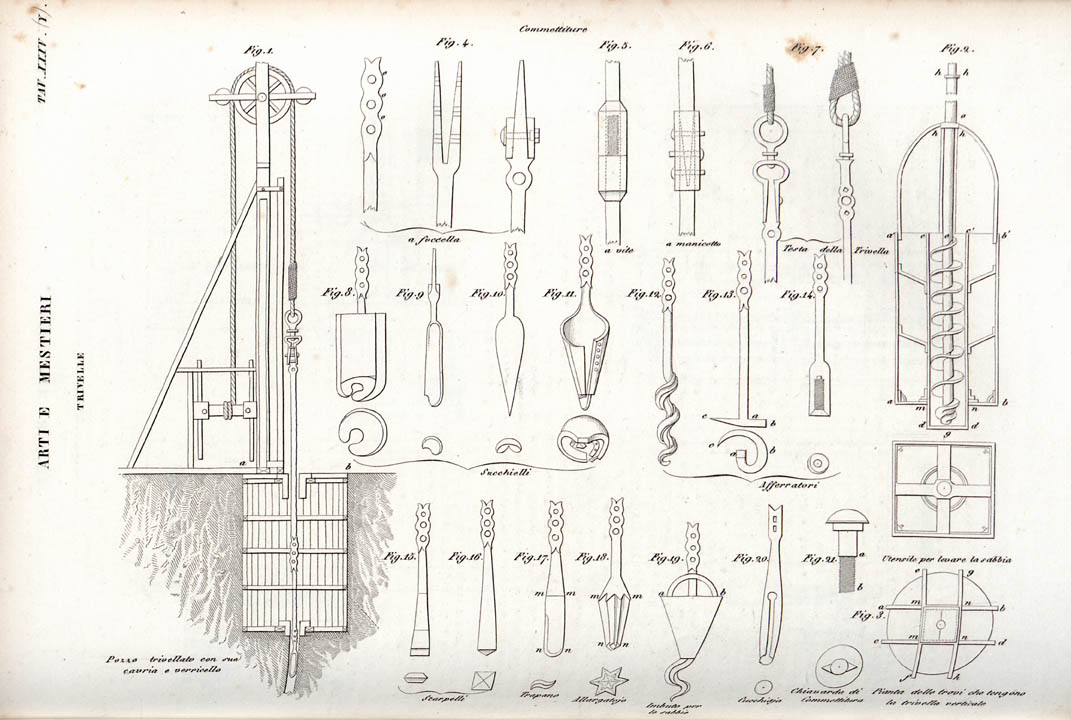
Бур на малюнку з «Нової популярної енциклопедії», 1849

Існує кілька конструкцій хвостовика бура. Найпоширеніші стандарти SDS + і SDS-MAX, які відрізняються діаметром хвостовика (10 мм і 18 мм відповідно), а також кількістю і розмірами виїмок, передають обертаючий момент і забезпечують фіксацію насадки в патроні перфоратора.